# Enid A. Haupt Conservatory
El Invernadero Enid A. Haupt (en inglés: Enid A. Haupt Conservatory) es una de las partes más importantes del Jardín Botánico de Nueva York (NYBG), en los Estados Unidos de América, situado en el distrito municipal del Bronx en la ciudad de Nueva York. 
La inspiración para el parque y el jardín de invierno se derivó de Nathaniel Lord Britton y su mujer Elizabeth. La pareja había visitado el Royal Botanic Garden at Kew en su luna de miel y el pensamiento de que un parque y jardín de invierno similares debían ser construidos para la Ciudad de Nueva York. El NYBG y el invernadero fueron el resultado.
El invernadero fue diseñado por la importante empresa de la época especializados en invernaderos, Lord & Burnham Co. El diseño fue modelado según la Palm House en el Royal Botanic Garden de Kew y el Crystal Palace obra de Joseph Paxton en estilo renacentista italiano. La primera piedra se colocó el 3 de enero de 1899 y la construcción se completó en 1902 con un costo de $177,000. El edificio fue construido por John R. Sheehan bajo contrato para la "New York City Department of Parks". Desde la construcción original, renovaciones importantes tuvieron lugar en 1935, 1950, 1978, y 1993.
La renovación de 1978 fue un punto de inflexión para el invernadero, tal como existe en la actualidad. Por la década de 1970, el edificio se encontraba en un estado sumamente deteriorado y tuvo que ser reconstruido o derribado sustancialmente. Enid Annenberg Haupt salvo el conservatorio de la demolición con una contribución de $5 millones para la renovación y la $5 millones de dotación para el mantenimiento del edificio. Esta renovación fue significativa para restaurar el conservatorio más cercano a su diseño original, que se había comprometido durante las renovaciones de los años 1935 y 1950. Due to her generous contributions, the Conservatory was named the Enid A. Haupt Conservatory in 1978.
La renovación 1993 fue significativo para el funcionamiento interno del conservatorio. En este momento, los sistemas mecánicos para controlar la temperatura, la humedad, y la ventilación se actualizan a sistemas computerizados. Las exposiciones también han sido rediseñadas. El jardín de invierno sirve como punto focal del parque y un centro de educación. Se considera una joya de la corona de la ciudad de Nueva York y es un Hito de la ciudad de Nueva York.
El "Jardín Botánico de Nueva York" se encuentra enlistado en el National Register of Historic Places junto con su invernadero obra de Lord & Burnham siendo designado el 28 de mayo de 1967 y agregado el 28 de mayo de 1967

## Localización
El jardín se encuentra en el n.º 200 de East Street lindando con Kazimiroff Boulevard en el suburbio del Bronx en la ciudad de Nueva York.
Enid A. Haupt Conservatory The New York Botanical Garden, 200th Street & Kazimiroff Blvd. Nueva York-New York 10458-5126 United States of America-Estados Unidos.
Planos y vistas satelitales.40°51′49″N 73°52′42″O / 40.86361, -73.87833
Se encuentra abierto y accesible al público todos los días del año.

## Historia
Si bien la creación del Jardín Botánico de Nueva York fue inspirado por Nathaniel y Elizabeth Britton por su visita al Real Jardín Botánico de Kew, su creación dependió de una serie compleja de eventos. Ya en 1877, circulaban ciertas ideas en la ciudad de Nueva York para crear un jardín botánico, la financiación no se pudo obtener en el momento, a pesar de los esfuerzos dirigidos a la zona verde que estaba reservada para un uso futuro. En última instancia, la autorización para dejar de lado 250 acres (1.0 km²) específicamente para un Jardín Botánico de Nueva York se recibió en 1891. Los principales funcionarios de la nueva sociedad creada para el jardín eran Cornelius Vanderbilt, Andrew Carnegie y JP Morgan, con Nathaniel Lord Britton como nuevo secretario. Con estos principios, fue establecido el NYBG:

...con el propósito de establecer y mantener un jardín botánico, museo y arboreto en el mismo, para la recogida y el cultivo de plantas, flores, arbustos y árboles, el avance de la ciencia, el conocimiento botánico, el enjuiciamiento de investigaciones originales en ellos y en las materias afines, para que ofrezcan instrucción en la misma, para la persecución y exposición de horticultura, jardinería ornamental y decorativa, y para el entretenimiento, la recreación y la instrucción del pueblo.

El Conservatorio fue clave para la misión y el concepto del NYBG desde el principio. Cuando el plan maestro para el jardín hubo sido elaborado, comenzó la planificación para el conservatorio.
La comisión para diseñar el Conservatorio fue dado a la empresa especialista en invernaderos "Lord and Burnham" desde los inicios del proceso. El diseñador principal del edificio fue William R. Cobb, un arquitecto contratado por "Lord and Burnham". El nuevo Conservatorio fue hecho principalmente de acero, hierro fundido, madera y vidrio.
El diseño original se mantuvo prácticamente intacto hasta las renovaciones de 1935 y 1950, que comprometieron significativamente el diseño original. Durante estas renovaciones, gran parte de la decoración elaborada se eliminó. La actualización de 1935, en particular, fue descrita como "un intento de detener el deterioro del edificio en peligro de ruina y llevarlo hasta el gusto de la época del modernismo europeo.” Para 1978, el Conservatorio se encontraba en un estado sumamente deteriorado y estaba programado para la demolición debido a la falta de fondos para su renovación. Tras la dotación de Enid Haupt Annenberg, Edward Larrabee Barnes fue el artífice de la renovación y el conservatorio fue rebautizado como "Enid A. Haupt Conservatory".
La actualización más reciente fue completada por la Firma "Beye Blinder Belle Architects" en 1997, y fue significativa para el interior del invernadero. Los sistemas mecánicos de control de temperatura, humedad y ventilación se mejoraron mediante sistemas computarizados. Los nuevos sistemas permiten las condiciones óptimas de crecimiento para una mayor variedad de plantas. Esta oportunidad dio lugar a un nuevo diseño de las exposiciones, que se ha mantenido en gran parte intacto. El nuevo diseño crea un ambiente de transición a través de los pabellones que transmite un viaje sobre las montañas occidentales de laderas húmedas, a través de la selva y hacia abajo en el desierto.
En el invernadero se ha desarrollado, los principios centrales que guían la misión de la NYBG que se han mantenido constantes. El parque (y el jardín de invierno) sigue sirviendo como un centro para la educación. El conservatorio también sigue siendo el punto focal para el parque, y es un elemento emblemático cara a las multitudes para animales a visitar el NYBG. Debido a la historia y el éxito del conservatorio, se lo eligió como hito de referencia en la ciudad de Nueva York en 1976.

## Arquitectos
El arquitecto original para el invernadero fue la empresa de invernaderos "Lord and Burnham" Co. que fue "la empresa del diseño y de fabricación de invernaderos más importante de su tiempo” y completó varios grandes trabajos, además del Conservatorio del NYBG. "Lord and Burnham" comenzó como "Lord’s Horticultural Manufacturing Company", que fue fundada en 1856 por Frederick A. Lord. Su yerno William Addison Burnham se unió a la empresa en 1872, y su nombre fue cambiado a Lord & Burnham.
Lord era un carpintero de Ipswich (Massachusetts). Se construyó un invernadero en 1849 después de trasladarse a Buffalo (Nueva York), y posteriormente se le hicieron encargos para construir invernaderos para otros. Lord construyó invernaderos como un trabajo extra, hasta la apertura de su propia compañía. En 1870, 'Lord se trasladó a Irvington (Nueva York) para estar más cerca de sus clientes. Mucho de su trabajo inicial consistió en invernaderos de grandes propiedades privadas a lo largo del río Hudson.
En 1877, "Lord and Burnham" fueron contratados para construir un invernadero en el Golden Gate Park en San Francisco, California. Esta fue una de las primeras obras públicas de la empresa y dio lugar a muchos proyectos más en el futuro. Jay Gould, el magnate del ferrocarril, les hizo un pedido en 1881 por varios invernaderos que se construyeron en Irvington. Los invernaderos construidos en su finca se decía que eran las primeras casas de cristal con estructura de acero construidas en los Estados Unidos. Además de su adopción de nuevos materiales, "Lord and Burnham" fueron innovadores en el desarrollo de las calderas (que eran una parte fundamental del funcionamiento de los invernaderos).
"Lord and Burnham" recibió el encargo de diseñar el jardín de invierno en 1896. William R. Cobb (1869-1934) fue el arquitecto que trabajaba para el señor Burnham y que estaba a cargo del diseño del jardín de invierno. Cobb era un reputado diseñador de horticultura y desempeñó el cargo como el primer vicepresidente, secretario y gerente general de ventas de "Lord and Burnham". Como diseñador de "Lord and Burnham", Cobb diseñó numerosos parques, jardines de invierno, y fincas privadas en todo el país.

## Lugar y contexto
El arquitecto original para el NYBG era Calvert Vaux (codiseñador de Central Park), quien desempeñó el cargo como asesor en la formulación del anteproyecto junto con Samuel Parsons. El plan se desarrolló en conjunto y se presentó en 1896 (poco después de la muerte de Vaux), y finalmente fue seguido casi exactamente. Una excepción notable de la desviación de este plan era la ubicación del conservatorio, que era el único elemento importante no construido en el sitio que se muestra en el plan de Vaux.
Desde el momento en que los terrenos fueron asegurados por el parque casi hasta el inicio de la construcción de invernadero, la colocación del invernadero en el parque fue muy debatida. El comité asesor del Departamento de Parques favoreció una disposición espacial formal de los edificios dentro del parque, mientras que el NYBG no estuvo de acuerdo, sino que creían que una mayor separación de los edificios podría facilitar la gestión y el control de multitudes. En última instancia, el conservatorio fue colocado lejos de otros edificios en el parque. En ese momento se trataba de un arreglo inusual, ya que el conservatorio no tenía conexión axial o visual para el museo o cualquier otro edificio en el parque.
El lugar elegido en 1898 era un campo abierto, y algunos han sugerido que este sitio abierto fue elegido para salvar a los árboles existentes. Además, el sitio elegido para colocar el invernadero es un lugar donde el edificio es visible desde las calles a lo largo de la frontera sur y el oeste del parque. Southern Boulevard y otras calles adyacentes se vuelven a alinear y reorganizarse cuando se desarrolló el sitio. El acuerdo crea la visibilidad del conservatorio desde la carretera y se presentó el edificio como un icono público, relación que aún permanecen.
Tan importante como la ubicación general del edificio dentro del parque fue el desarrollo de los jardines que lo rodean. Los jardines adyacentes fueron considerados importantes recursos de apoyo para el jardín de invierno, y también relacionado con la geometría del edificio. "El elaborado estilo del Conservatorio, de múltiples cúpulas y su posición topográfica a las gradaciones que lo rodean dictó las líneas limpias y formas geométricas de los caminos circundantes, terrazas inclinadas, y las camas de siembra, además de construcción de integración y su establecimiento". Todos los elementos de los jardines adyacentes eran formales, geométricos y ortogonales para reflejar la arquitectura del Conservatorio.

## Forma y uso
La forma que desarrolló el conservatorio como una combinación de las últimas tecnologías en el diseño de invernaderos y las ideas más tradicionales de ornamentación. La forma general y el diseño del edificio está orientado tanto a los aspectos funcionales de los espacios interiores del invernadero, así como la creación de una forma monumental desde el exterior para caracterizar la importancia del edificio. "Lord and Burnham" hacen un uso intensivo de la ornamentación en el jardín de invierno y fue un aspecto marca registrada de sus conservatorios tanto cívicos como públicos. La pesada ornamentación aquí y en otros edificios en ese momento era un elemento esencial en la definición de estado de la construcción y el aspecto histórico.
El edificio es una serie de grandes pabellones de vidrio que son todos muy abiertos en el interior (típico de los invernaderos). Los pabellones están dispuestos simétricamente alrededor del gran centro del pabellón "Palm House". En el plan de la construcción se divide en once pabellones, donde cada pabellón tiene una geometría distinta definida en relación con los pabellones adyacentes. Junto a los pabellones formando una "C" de unos 512 pies de largo (156 m) con el pabellón central (con sus 90 metros de altura (27 m) en la gran cúpula) en el centro. El uso de ornamento crea una jerarquía entre los pabellones. La cúpula central es el más elaborado, seguido de la esquina y el final de los pabellones. Los pabellones de interconexión son los menos ornamentados. 
Funcionalmente, cada pabellón cuenta con un grupo diferente de plantas que representan diversas condiciones que se encuentran en todo el mundo. La configuración del edificio en pabellones distintos permite para cada una de estas regiones globales ser tratados por separado en términos de la temperatura y la humedad mantenida necesaria para las plantas. Mientras que las colecciones han cambiado con el tiempo, el concepto básico de la pantalla se ha mantenido bastante constante. La colección base es generalmente permanente, con plantas adicionales introducidas para exposiciones especiales durante todo el año. Por ejemplo, hay una extensa exposición de orquídeas en primavera que atrae a muchos visitantes al Conservatorio. Durante la exposición de orquídeas, miles de orquídeas se traen y se incorporan a la colección existente. 
El invernadero es un recurso importante en el estudio internacional de la horticultura, así como un centro de aprendizaje para el público. Por ejemplo, cada año cientos de científicos viajan al conservatorio para estudiar en sus exposiciones raras palmeras y cactus. El objetivo original del conservatorio para servir como un centro de aprendizaje y para avanzar en el conocimiento del arte y la ciencia de la horticultura se ha mantenido intacto desde la apertura del jardín de invierno y del parque. Se han construido invernaderos adicionales en los terrenos de la NYBG para proporcionar espacio adicional para la investigación. Estos invernaderos son un gran recurso para los científicos mientras que también apoya exposiciones en el Conservatorio principal. Como símbolo de la NYBG embargo, el jardín de invierno sigue siendo el principal atractivo del parque y su forma ha desarrollado un estatus de icono en la ciudad de Nueva York y más allá.

## Materiales y métodos
Los principales materiales usados en la construcción del invernadero eran de acero y vidrio, además de una amplia gama de materiales utilizados para la base, ornamento, y la impermeabilización. La estructura principal del edificio era de acero, aunque algunos de los pabellones había columnas de hierro forjado. Además, las vigas de madera se utilizan en algunos lugares. Reformas posteriores a la construcción alteraron algunos aspectos de la estructura. Por ejemplo, muchos de los elementos de acero fueron sustituidos y las vigas de madera fueron reemplazadas con acero.
El acristalamiento era claramente el otro elemento importante en el conservatorio. Cristales de tamaño estandarizados se utilizaron en la mayor medida posible, con paneles cortados en longitudes de 16 pulgadas (410 mm) en todos los pabellones, excepto en "The Palm House"-la Casa de la Palmera (el pabellón principal). "The Palm House" incorpora paneles de vidrio de 20 pulgadas (510 mm). Todos los pabellones pidieron una calidad de vidrio francés y americano. Además, el vidrio claro y el suelo se utilizó dependiendo de la orientación del cristal. Todos los vidrios verticales quedaron claros mientras ciertas partes del techo de cristal se molieron. Sin embargo, el vidrio de tierra no estaba lo suficiente opaco para proporcionar una gradación lumínica, fueron empleados sombreado y adicionales medios que permitiría la modificación lumínica dependiendo de las condiciones estacionales. Toldos móviles y resistentes al agua fueron utilizados para el control de sombra adicional.
Además de los sistemas de acristalamiento estructural, se utilizó una variedad de otros materiales para la base del edificio, la impermeabilización, ornamento, y otras funciones secundarias. Fueron utilizados para el trabajo de albañilería "Bluestone", piedra "Buff Bedford", ladrillos de "North River" y mármoles de Tennessee. Para los líderes y los canalones en la mayor parte del edificio, se utilizó cobre galvanizado. En algunas áreas se utilizó hierro fundido para el sistema de alcantarilla. Hierro fundido también se utiliza para marcos, frisos, columnas, barandillas, montantes, barras travesaño y guardanieves.
Mientras que el conservatorio ha sido objeto de numerosas reformas desde la construcción original, pero se ha mantenido la misma gama de materiales en general. Sin embargo, los sistemas del edificio detrás de lo que ven los visitantes se han alterado en gran medida en los grandes esfuerzos por mantener el mejor entorno posible para las plantas de interior. Aunque la tecnología ha avanzado mucho, el compromiso con los sistemas del estado de la técnica se ha mantenido sin cambios desde los primeros sistemas de calderas instaladas por "Lord and Burnham".

## Importancia
Desde la apertura de la NYBG, el conservatorio ha sido un gran recurso para la comunidad en el área de Nueva York, así como para la comunidad científica mundial. La atención pública de este invernadero era un paso importante en la gran historia de los invernaderos, especialmente en el momento de su construcción. 
Alrededor de 1900, los invernaderos eran un privilegio sólo para las clases altas y llevaban consigo un gran aire de exclusividad. La explosión de invernaderos en todo el mundo era debido a una variedad de influencias. La expansión colonial y la ampliación de viajes en todo el mundo en el cambio de siglo trajo consigo una cierta manía de la gente a traer flora exótica en sus vidas, y la posibilidad se hizo completa a través del desarrollo del invernadero moderno.
La revolución industrial dio lugar a hazañas tales como el "Crystal Palace" de Paxton, que marcó el inicio del diseño y construcción de los invernaderos comercializados. El "Enid A. Haupt Conservatory" abrió la oportunidad para que personas de todas las clases sociales pudieran disfrutar de la experiencia del invernadero. Además, como la ciudad de Nueva York se expandió en el siglo XIX, el espacio abierto se hizo más y más precioso. El NYBG en su conjunto proporciona una liberación de las presiones de la vida de la ciudad y en el Conservatorio trajo la oportunidad para experiencias nuevas y exóticas totalmente fuera de las rutinas de la vida cotidiana. 
Para la comunidad científica, el Conservatorio ha sido siempre un importante recurso para los científicos de todo el mundo y ha ayudado a establecer el Jardín Botánico de Nueva York como líder en la investigación hortícola. 
El "Enid A. Haupt Conservatory" sigue defendiendo los ideales y tradiciones de sus comienzos y es un gran recurso para la ciudad de Nueva York y más allá.